# Идущий по снегу
«Идущий по снегу» (англ. The Snow Walker), другое название «Потерянный в снегах» — канадский фильм 2003 года, основанный на рассказе «Вперёд, мой брат, вперёд!» (англ. Walk Well, My Brother) Фарли Моуэта. Сценарий картины и режиссура были Чарльза Мартина Смита, а главные роли сыграли Барри Пеппер, Джеймс Кромвелл и Аннабелла Пьюгаттук.
Режиссёр картины Смит сам играл Ф. Моуэта в его автобиографической истории «Не кричи: „Волки!“» (1983) и получил от писателя предложение по созданию киноверсии любой из его работ. Смит выбрал рассказ «Вперёд, мой брат, вперёд!» за его простоту, поместив в картине двух людей в окружении тундры, а также включил в сценарий элементы из других близких по сюжету историй Моуэта.
Основные роли в картине, а также многочисленных эскимосов сыграли канадские актёры, включая ведущую актрису Аннабеллу Пьюгаттук, которая была отобрана после того, как помощник режиссёра просмотрел сотни кандидатур молодых эскимосских женщин, многие из которых, подобно Пьюгаттук, не были актрисами. Она была выбрана за свободное владение как родным, так и английским языками, а также прирождённое знание охоты и техники выживания, что придало правдоподобие играемой ею роли.
Работа над фильмом велась в Мерритте (Британская Колумбия), Черчилле (Манитоба) и Рэнкин-Инлет. Основные сцены тундры были отсняты за пределами Черчилла.

## Описание сюжета
Лётчика, доставляющего припасы в отдалённые поселения в тундре, уговорили взять на обратный рейс больную молодую женщину, чтобы доставить её в больницу. Во время полёта отказал двигатель самолёта и они упали далеко в глуши, поэтому надежды на спасение со стороны ожидать не приходилось и лишь им вдвоём надо было бороться за выживание. Привыкшая жить в условиях холода женщина учит мужчину, как им остаться в живых, и вызывает в нём чувства уважения и дружбы.

## В ролях
| Актёр               | Роль                |
| ------------------- | ------------------- |
| Барри Пеппер        | Чарли Роналду       |
| Аннабелла Пьюгаттук | Канаалак            |
| Джеймс Кромвел      | Уолтер «Шеп» Шеферд |
| Кирстен Уоррен      | Эстель              |
| Джон Гриз           | Пирс                |
| Робин Данн          | Карл                |
| Малькольм Скотт     | Уоррен              |
| Майкл Бубле         | Хэп                 |